# سونويا ميزونو
سونويا ميزونو (مواليد 1986/1987)   هي ممثلة وعارضة أزياء وراقصة باليه إنجليزية تعاونت مع المخرج أليكس جارلاند في أعمال مثل إكس ماكينا و إبادة . كان لديها أدوار ثانوية في أفلام لا لا لاند و الجميلة والوحش و أغنياء آسيويون مجانين. لعبت ميزونو أيضًا دورًا رئيسيًا في مسلسل المهووس القصير على نتفليكس.

## حياتها المبكرة
وُلدت ميزونو في طوكيو ، ونشأ في سومرست ، إنجلترا.  والدتها من أصل نصف بريطاني ونصفها أرجنتيني ووالدها ياباني .  تخرجت من المدرسة الملكية للباليه.

## المهنة
بدأت ميزونو عرض الأزياء الاحترافي في سن العشرين مع بروفايل موديلز في لندن وعرضت لشانيل وألكسندر ماكوين وسان لوران ولويس فيتون . 

## فيلموغرافيا

### أفلام
| عام  | أفلام                | وظيفة          | ملاحظات |
| ---- | -------------------- | -------------- | ------- |
| 2012 | فينوس في إيروس       | حارس الغابة    |         |
| 2014 | آلة السابقين         | كيوكو          |         |
| 2016 | عالية Strung         | جازي           |         |
| 2016 | اليكاتس              | سوزي           |         |
| 2016 | لا لا لاند           | كيتلين         |         |
| 2017 | الجميلة والوحش       | المبتدأ        |         |
| 2018 | إبادة                | كاتي / الروبوت |         |
| 2018 | كل شيء عن نينا       | جانجا          |         |
| 2018 | الخادمات             | بيتسي          |         |
| 2018 | كريزي ريتش الآسيويين | ارامينتا لي    |         |
| 2019 | طموح                 | ساره           |         |
| 2024 | حرب أهلية            |                |         |

### التلفاز
| عام  | أفلام     | وظيفة                | ملاحظات                |
| ---- | --------- | -------------------- | ---------------------- |
| 2018 | معتوه     | الدكتور أزومي فوجيتا | مسلسلات                |
| 2020 | المطورين  | ليلى تشان            | الدور القيادي؛ مسلسلات |
| 2022 | آل التنين | ميساريا              | مسلسل                  |

## روابط خارجية
- [http://www.imdb.com/name/nm4420495/ Sonoya Mizuno

] في قاعدة بيانات الأفلام على الإنترنت